# Clément Novalak
Clément Novalak, född 23 december 2000, är en fransk-schweizisk racingförare som 2024 tävlar i European Le Mans Series samt Le Mans 24-timmars för Inter Europol Competition, efter att ha tidigare tävlat i FIA Formel 2-mästerskapen under 2022 och 2023 för MP Motorsport respektive Trident.
Han tävlade tidigare i FIA Formel 3-mästerskapen för Carlin och Trident, med vilka han år 2021 slutade som trea i mästerskapet, och vann BRDC British Formula 3 Championship med Carlin 2019.

## Yngre racingkarriär

### Karting
Novalak började köra kart i Frankrike när han var 10 år gammal. Han vann ett par mästerskap, varav hans första var WSK Super Master Series 2015. Han tävlade runt om i Europa inklusive Frankrike, Sverige, Italien och Storbritannien. Under 2014 fick Novalak ekonomiskt stöd från den tidigare kartingmästaren och grundaren av Hitech Grand Prix, Oliver Oakes.

## Formelracing

### Toyota Racing Series
2018 gjorde Novalak sin debut i formelracing med deltagande i Toyota Racing Series med Giles Motorsport. Med två vinster på Teretonga och Hampton Downs avslutade han säsongen på en femteplats samt som bästa rookie.

### Formel Renault Eurocup

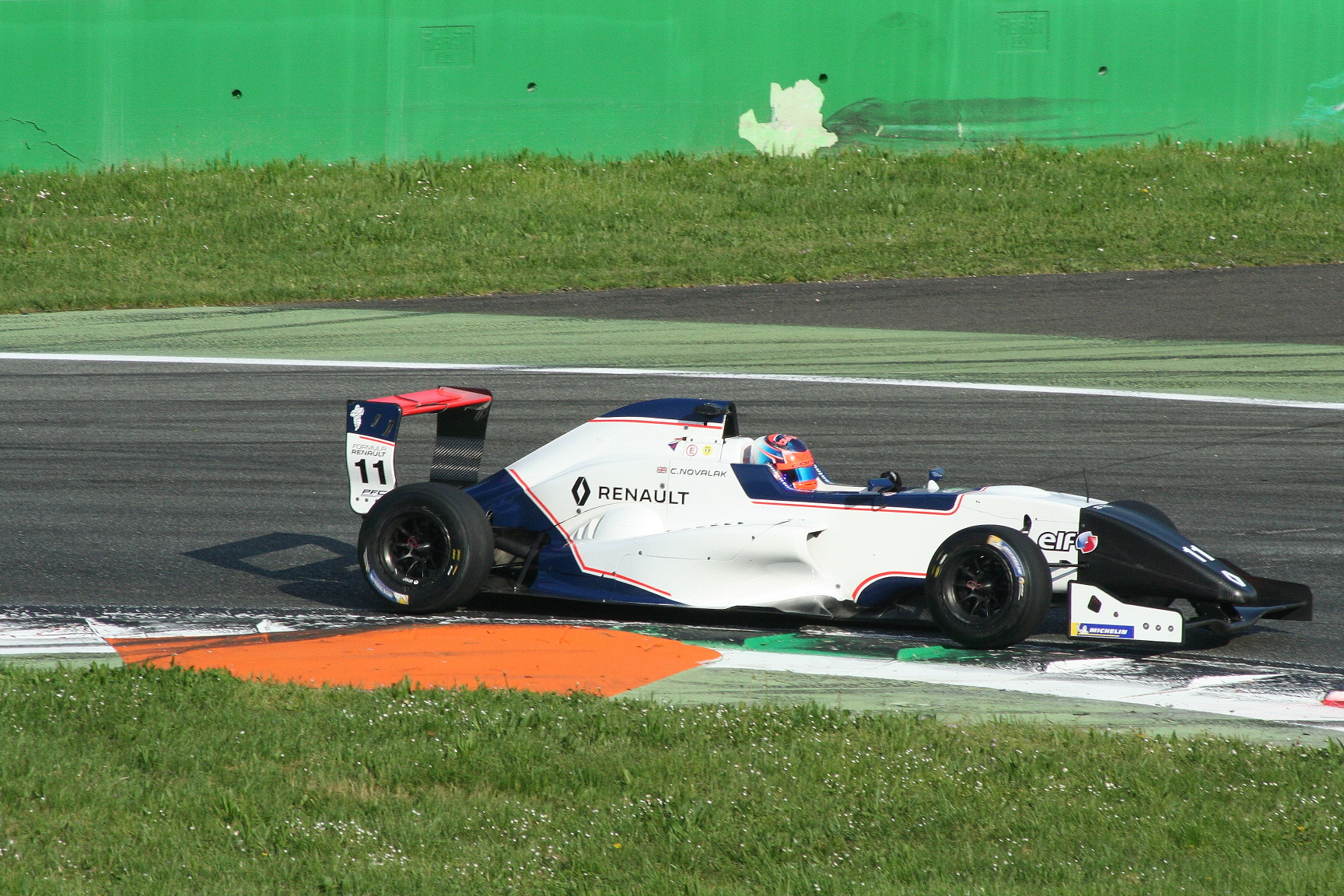
Novalak i Formel Renault Eurocup 2018

Efter sin prestation i Toyota Racing Series, värvades Novalak till Josef Kaufmann Racing för 2018 säsong av Formel Renault Eurocup.

### Brittiska Formel 3
Novalaks första säsong i brittiska F3 var under 2018 med Carlin. Inför säsongens första lopp tog han pole position på Oulton Park, men han blev tvingad att bryta racet. Novalak tävlade i 4 av de 8 omgångarna under säsongen, där hans bästa resultat blev en fjärdeplats. Han avslutade säsongen på en 18:e plats med 120 poäng, bara två poäng efter svensken Arvin Esmaeili, som körde i mästerskapet på heltid.
Inför 2019 tecknade Novalak kontrakt med Carlin för att köra alla omgångar. Totalt under säsongen fick han två pole positions och två segrar. Under det andra loppet vid den sista omgången av säsongen kolliderade han och mästerskapsrivalen Johnathan Hoggard vilket innebar att de båda slutade i botten av poängen. Hoggard slutade på en 15:e plats medan Novalak slutade 12:e, vilket gav honom 4 poäng, tillräckligt för att vinna mästerskapstiteln trots att Hoggard vann det sista loppet.

### FIA Formel 3-mästerskapet

#### 2020
Efter sin brittiska F3-titel deltog Novalak, tillsammans med Carlin, i den andra och tredje dagen av post-season-testningen av Formel 3 i Valencia. I februari 2020 presenterades Novalak som en av förarna för Carlin för F3-säsongen 2020, tillsammans med amerikanska Cameron Das och brittiska Enaam Ahmed. Han tog sin första pallplats i serien i Österrike.

#### 2021

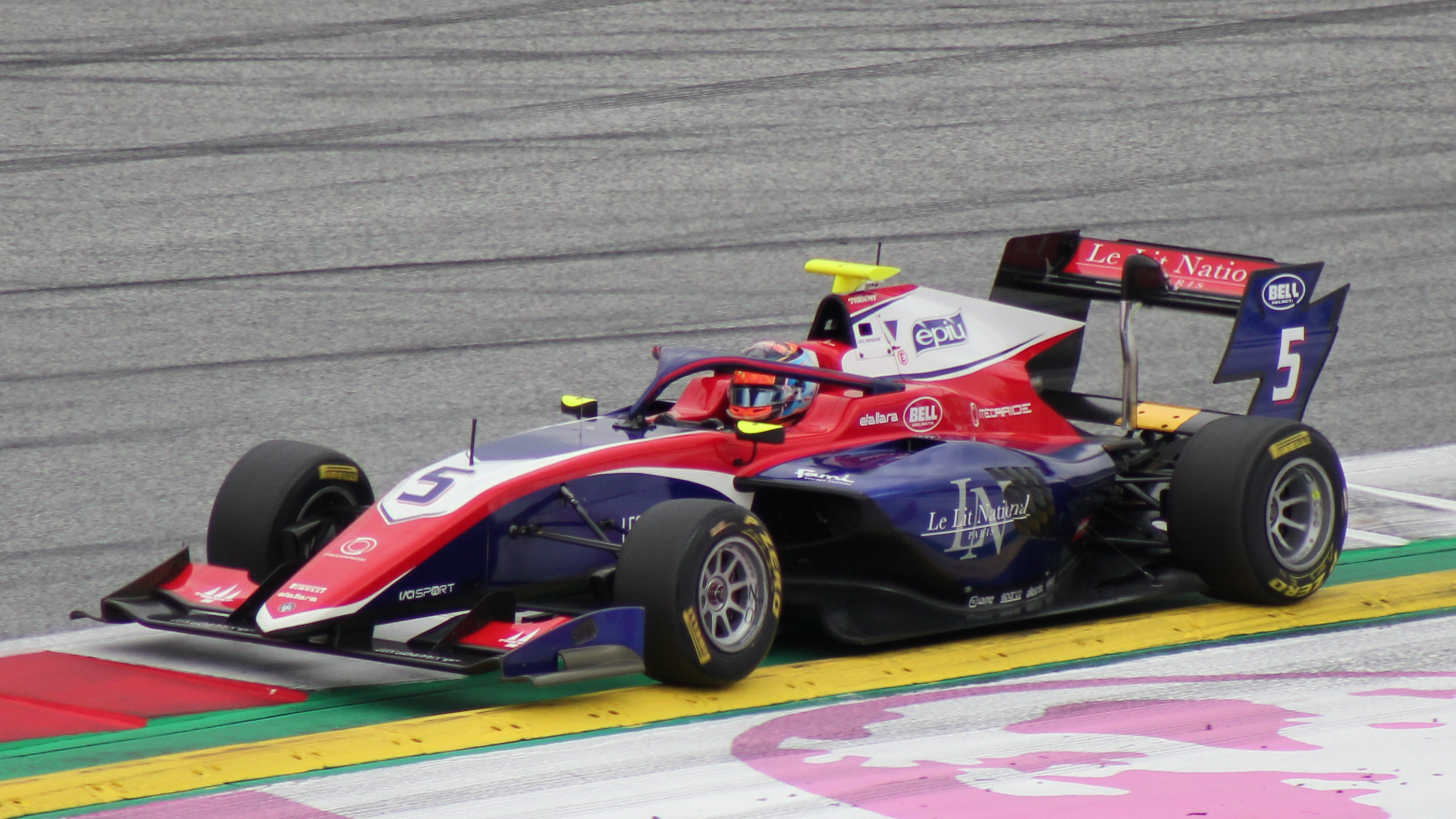
Novalak i Österrike, Formel 3 2021

I post-season-testet i Catalunya deltog Novalak med Trident där han satte den snabbaste tiden under andra dagens förmiddagspass. Det resulterade med att han skrev kontrakt med Trident för säsongen 2021, med stallkollegorna Jack Doohan och David Schumacher. Vid den första omgången i Barcelona tog Novalak sin första pallplats för året i det första sprintracet, samt en fjärde- och sjätteplats i de resterande två loppen. Fler poäng kom i alla tre lopp på hans hemmabana, Le Castellet, trots att Novalak kommenterade att konsistensen "inte var tillräckligt bra" för en titelstrid. Otur drabbade honom i den tredje rundan på Red Bull Ring, när han kolliderade med Matteo Nannini i en kamp om ledningen, i slutskedet av det första sprintloppet. En krasch i tredje loppet, den här gången orsakad av Arthur Leclerc, tvingade Novalak att bryta och missa att ta mer poäng.
Vid de följande två omgångarna i Budapest och Spa tog Novalak poäng i alla sex lopp, och lyckades till och med sätta det snabbaste varvet i det andra sprintracet i Spa. Detta skulle följas upp med en dubbel pallplats i Zandvoort, där Novalak tog en andraplats efter en kollision mellan sin lagkamrat Schumacher och Victor Martins under söndagen. Vid säsongsfinalen i Sotji var Novalak involverad i en kamp om ledningen med lagkamraten Doohan, där australiensaren vann loppet efter att ha ignorerat instruktioner från Trident att låta Novalak passera. I slutändan fick Novalak nöja sig med en tredjeplats, efter att ha blivit omkörd av Frederik Vesti mot slutet av loppet. Trots detta hjälpte Novalak, som själv slutade trea i förarmästerskapet, Trident att ta titeln i lagmästerskapet.

### FIA Formel 2-mästerskapet

#### 2021
Under november 2021 meddelade MP Motorsport att Novalak skulle ersätta Lirim Zendeli för de två sista loppen av säsongen samt att han skulle ta steget upp och tävla med dem i F2 under 2022. Hans bästa resultat blev en 14:e plats, vilket han uppnådde i tre separata lopp.

#### 2022

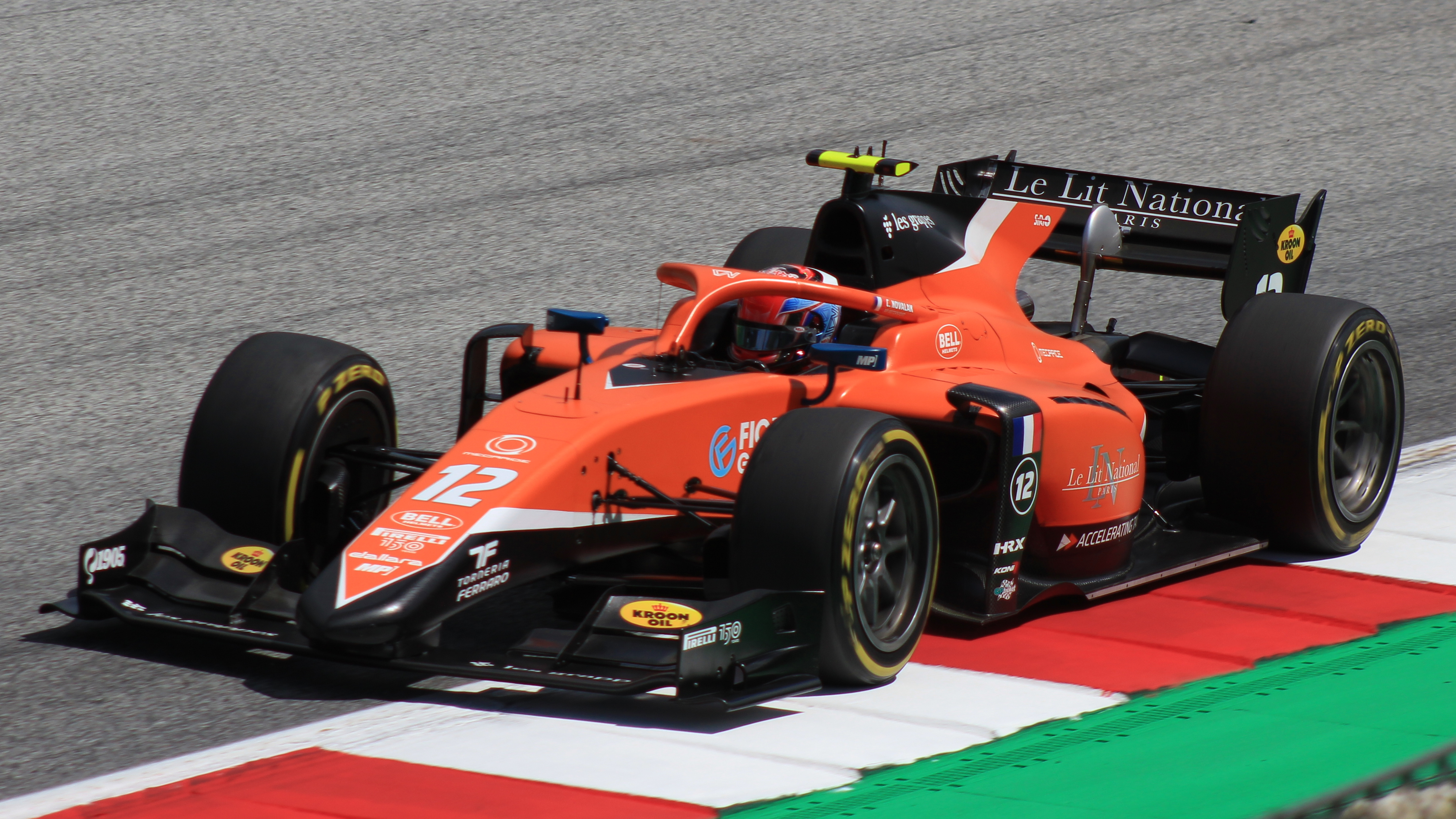
Novalak i Österrike, Formel 2 2022

Under säsongen 2022 bestod MP Motorsport av Novalak och brasilianaren Felipe Drugovich. Säsong började långsamt och Novalak fick vänta till omgången på Imola för sina första poäng i serien. Fler poäng skulle följa i Barcelona, där Novalak tog en femteplats i featureracet, en poängtorka skulle dock följa i dem efterföljande fyra omgångarna. Efter sommaruppehållet tog Novalak sin enda pallplats för året när han slutade tvåa i sprintloppet på Zandvoort. Han avslutade sin säsong på en 14:e i mästerskapet och hjälpte MP att vinna titeln i lagmästerskapet.

#### 2023
Strax före post-season testningen i slutet av 2022, meddelades det att Novalak skulle återförenas med Trident för F2-säsongen 2023. Teamkamrat skulle komma att bli den tjeckiske rookien Roman Staněk.

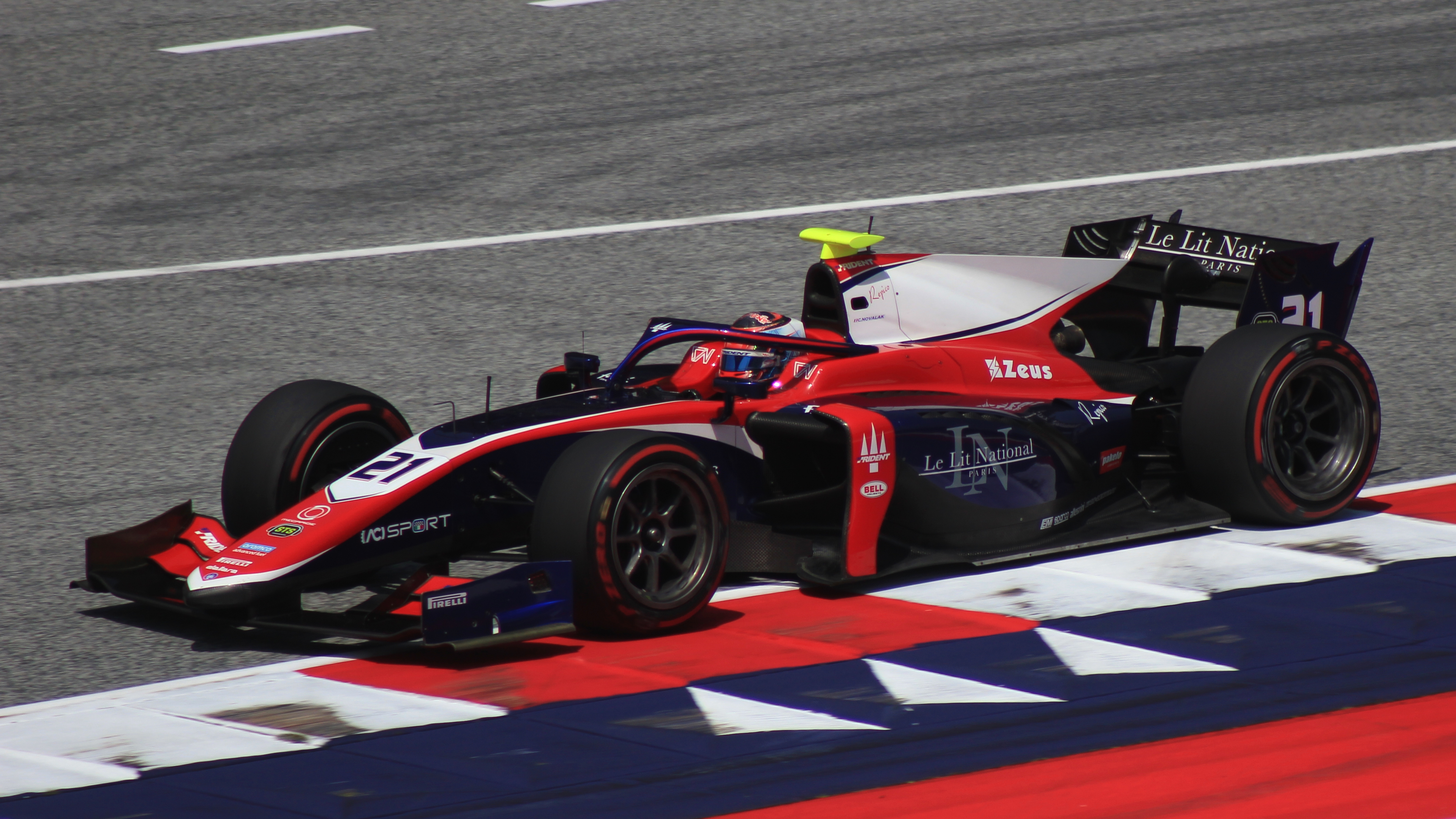
Novalak med Trident i Österrike, Formel 2 2023

De inledande tre omgångarna gav minimal framgång, då Novalak kämpade med problem i kvalificeringarna, vilket gav honom som bäst en elfteplats i Melbourne. Kaos mot slutet av Bakus sprintlopp gjorde det möjligt för Novalak att få sina första poäng, vilket han beskrev som en lättnad, samtidigt uttryckte han att det hade varit "en helg av vad som kunde ha varit" på grund av sin startplats på 19:e plats. Topp tio-placeringar blev svårnådda för Novalak under de efterföljande omgångarna. Omgången i Österrike blev dock en höjdpunkt: trots en kvalificeringen på 20:e plats gynnade ett beslut att starta på torra däck Novalak, som på en torkande bana kunde köra upp en hög med positioner, vilket ledde honom till att gå i mål på en tredjeplats. Dock vid inspektioner efter loppet, visade det sig att bilens bakdäckstryck låg under den lagliga gränsen, vilket tvingade tävlingsfunktionärerna att diskvalificera Novalak.
Ytterligare tre omgångar utan poäng följde, inklusive ett misstag i Budapest, där Novalak tappade kontrollen under lördagens sprintrace och kolliderade med Ralph Boschung, vilket resulterade i en bestraffning på fem placeringar i söndagens lopp. I Zandvoort kvalade Novalak på en 13:e plats efter att ha tagit sessionen till ett tidigt slut, då han träffade barriären vid utgången av kurva tre. På söndagen vände turen för Novalak, som hamnade i ledning, efter att ha gjort ett depåstopp strax före en intervention av säkerhetsbilen. Resten av loppet fick han hålla den barbadiska föraren Zane Maloney bakom sig innan han korsade mållinjen och tog sin första vinst i Formel 2-mästerskapet.
Novalak lämnade Trident och mästerskapet före säsongsfinalen på Yas Marina och ersattes av estländska Formel 3-föraren Paul Aron.

### Formel 1
Under 2017 deltog Novalak i en bedömning med Ferrari Driver Academy.

## Sportvagnskarriär
I november 2023 deltog Novalak i World Endurance Championships rookietest på Bahrain International Circuit och testade en LMP2- bil med Inter Europol Competition.

### 2024
Följande månad meddelades det att han skulle tävla i European Le Mans Series med Inter Europol Competition under 2024, samt göra sin debut i uthållighetsracing för Inter Europol vid Daytona 24-timmars i januari 2024.
Vid Le Castellet 4-timmmars var Novalak och #34 Inter Europol Competition i ledning och nära att ta vinsten men tvingades bryta med 20 minuter kvar av loppet på grund av problem med växellådan.
Inter Europol Competition #34 slutade säsongen på en 7:e plats i ställningen med 47 poäng. Bästa resultatet kom i Mugello med en tredjeplats i LMP2-klassen.

## Personligt liv
Novalak föddes i den Avignon, Frankrike till en fransk far och schweizisk mor. Han flyttade till Montreux i Schweiz som barn och igen till Hertfordshire i Storbritannien i tonåren. Han berättade i en intervju 2020 att, i likhet med Bertrand Gachot, "... skulle jag antagligen betrakta mig som europeisk nuförtiden."
Inför 2021 valde Novalak att börja tävla under en fransk licens, efter att ha tävlat under brittisk flagg sedan början av hans karriär, då han uppgav att hans "ursprung är franskt" och trots att han "[inte] bott där mycket föddes han där och varje gång [han] tog ett tåg eller ett plan till Frankrike, [kände han sig] hemma."
Novalaks far, som introducerat honom till motorsporten, dog 2017, vilket ledde till att Novalak lade till sin fars födelsedag (i romerska siffror) på sin hjälm.
På sidan om racingen driver Novalak, tillsammans med Marcus Armstrong och James Harvey Blair, podcasten Screaming Meals samt sidoserien Clém's Wine Corner tillsammans med sistnämnda Blair.